# 重松本店
株式会社重松本店（かさまつほんてん）は、かつて存在した医薬品・医療機器・医療用検査試薬・介護用品・健康食品・一般用医薬品等の卸売販売を行う企業。本社を大阪府大阪市東区豊後町に置いていた。現在は株式会社ケーエスケー。

## 沿史
- 1906年 - 中国の上海にて「重松薬房」を開設
- 1945年 - 終戦にて帰国
- 1948年4月 - 株式会社重松薬房の大阪市内の3店舗を統合、資本金200万円で大阪府大阪市豊後町に株式会社重松本店を設立。
- 1988年6月 ‐ キンキ薬品株式会社、明快薬品株式会社、京薬株式会社と合併し、株式会社協進に商号変更。
- 1999年10月 - 錦城薬品株式会社、株式会社シンエーと合併し、株式会社ケーエスケーに商号変更。

## 営業圏域
- 大阪・兵庫・京都・奈良

## 大株主
- 稲畑産業760,000
- 萬有製薬500,000
- 北島繁義110,000
- 北島正一98,775

## かつての主要取引企業
- 住友製薬（大日本住友製薬を経て、現・住友ファーマ）
- 萬有製薬
- 三共（現・第一三共）
- 中外製薬
- エーザイ
- 第一製薬（現・第一三共）
- 武田薬品工業
- 協和発酵（現・協和発酵キリン）
- 台糖ファイザー（現・ファイザー）
- 東京田辺製薬（現・田辺三菱製薬）
- 大日本製薬（大日本住友製薬を経て、現・住友ファーマ）
- 参天製薬
- 日本ケミファ
- ツムラ
- 鳥居薬品
- 小野薬品工業
- 日本シエーリング
- キッセイ薬品工業

## かつての営業所
- 大阪市・豊中市・堺市・東大阪市・摂津市・西宮市・岸和田市・吹田市・枚方市